# Сказка (театр, Барнаул)
Алтайский государственный театр кукол «Сказка» — театр в Барнауле и Алтайском крае.

## История
Театр организован в 1938 году как гастрольная бригада артистов-кукловодов. В репертуаре были спектакли: «Коричневая чума», «Большой Иван», «Сон Гитлера». Во время Великой Отечественной войны театр трансформировался во фронтовую концертную бригаду и выступал с антифашистской программой. После войны в 1949 году театр закрывается и лишь в 1963 году возобновляет свою работу как стационарный краевой театр кукол.
Первый спектакль после второго открытия театра — «Снегуркина школа» состоялся 6 января 1964 года в здании барнаульской филармонии. С 1970 года Театр кукол размещался в здании 1968 года постройки на улице Пушкина.
В 1972 году театр участвовал в смотре кукольных коллективов в Москве, где спектакль «Мальчиш-Кибальчиш» получил премию, а кукла Мальчиша после этого была на выставке в Японии.
В 2014 году, после признания здания театра аварийным, было принято решение о строительстве нового здания на месте старого. На время строительства, срок завершения которого неоднократно переносился, труппу театра разместили в кинотеатре «Родина», где за это время она сумела создать более 10 постановок. Торжественное открытие нового Театра кукол площадью 3,5 тыс. кв. м, в строительство и новое оборудование которого вложено более 500 млн рублей краевого и федерального бюджетов, состоялось 31 августа 2021 года.

## Репертуар
В современном театре есть спектакли для дошкольников, младшеклассников и подростков; иногда происходят постановки для взрослых. Театр ориентируется на русские сказки и зарубежную классику: «Волк и семеро козлят», «Удивительный концерт», «Царевна-лягушка», «Красная шапочка», «Русалочка», «Малыш и Карлсон», «Звёздный мальчик» и др.

## Труппа
В труппе театра работают Л. И. Павлова, О. П. Кравченко, Д. Амбарцумова, В. Санаров, В. Уланов, Н. Позднякова, В. Бахарева, А. Горбунова, Е. Плотникова,  А. Сизиков. 

## Награды и премии
Достижения театра на протяжении последних лет подтверждены разными наградами, в том числе из последних от Амана Тулеева за вклад в развитие театрального искусства (2007).